# Ястшомбка (Мазовецьке воєводство)
Ястшомбка (пол. Jastrząbka) — село в Польщі, у гміні Бараново Остроленцького повіту Мазовецького воєводства.
Населення — 368 осіб (2011).
У 1975-1998 роках село належало до Остроленцького воєводства.

## Демографія
Демографічна структура станом на 31 березня 2011 року:
|          | Загалом | Допрацездатний вік | Працездатний вік | Постпрацездатний вік |
| -------- | ------- | ------------------ | ---------------- | -------------------- |
| Чоловіки | 192     | 42                 | 127              | 23                   |
| Жінки    | 176     | 30                 | 88               | 58                   |
| Разом    | 368     | 72                 | 215              | 81                   |